# 퍼스트 캐나디안 플레이스
퍼스트 캐나디안 플레이스(First Canadian Place)은 캐나다 온타리오주 토론토에 위치한 마천루이다. 높이는 300 m이고, 안테나까지 포함하면 높이는 355 m이다. 캐나다에서 가장 높은 마천루이다. 북아메리카에서는 11번째로 높은 빌딩이다. 토론토에 있는 CN 타워, 온타리오 주 서드베리에 있는 인코 수퍼스택 다음으로 캐나다에서 세 번째로 높은 프리-스탠딩(free-standing) 구조물이다. 퍼스트 캐나디안 플레이스는 캐나다의 금융 중심지인 토론토 파이낸셜 구에 위치한다. 킹 스트리트와 베이 스트리트의 북서쪽 코너에 서 있다. 캐나다 최초의 은행인 몬트리올 은행의 토론토 본점이다.

## 역사 및 건축

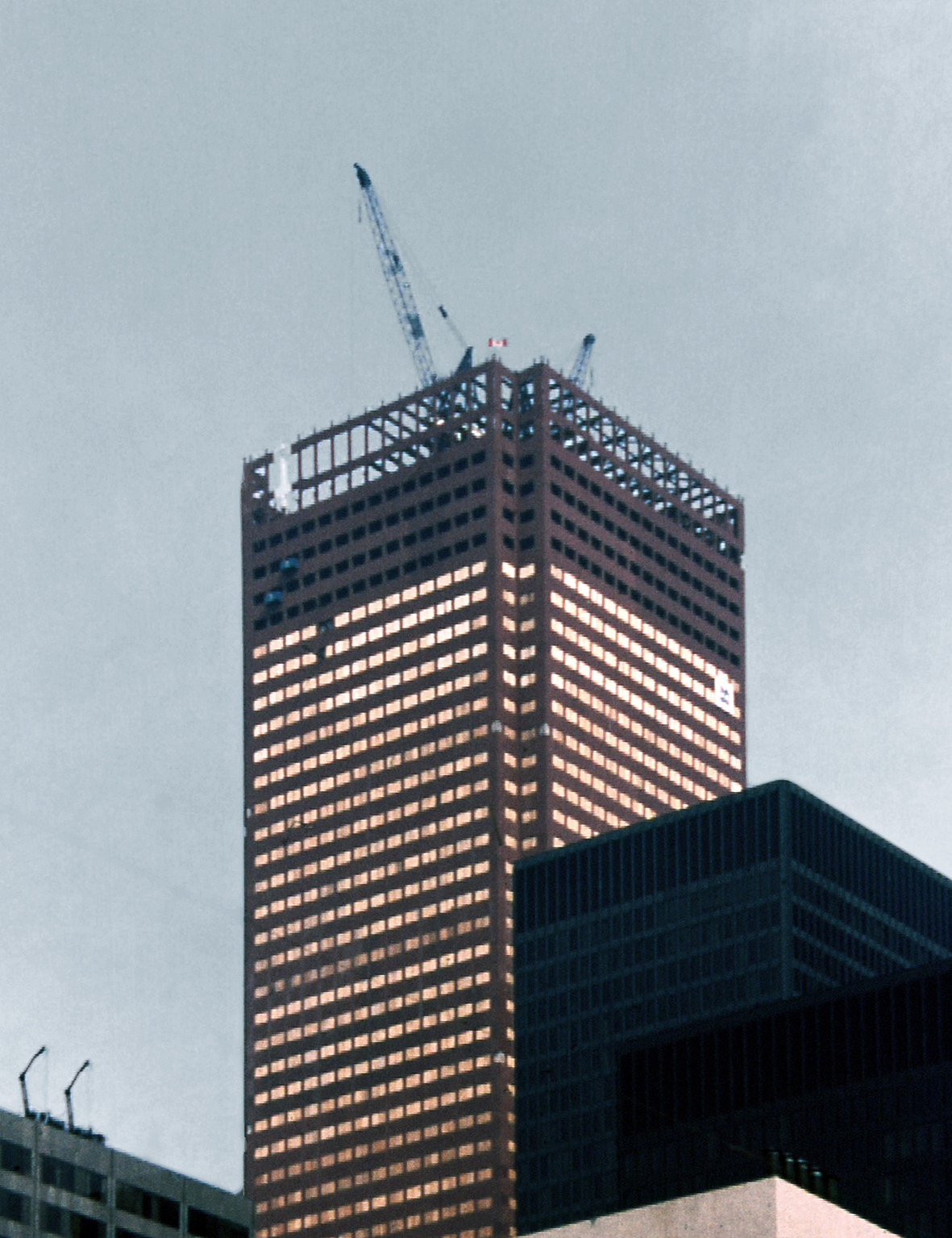
1975년 건설 중인 퍼스트 캐나디안 플레이스

퍼스트 캐나디안 플레이스의 건축 설계는 브레그맨 + 하만 아키텍트 사가 했으며, 디자인 콘설턴트는 에드워드 더렐 스톤(Edward Durrell Stone)이 했다. 백색 암석 마감재로 마감한 것이 특징이다. 다른 토론토의 건물들이 흔히 유리, 강철, 콘크리트 표면재를 쓰는 데 반해서였다. 각 층마다 600톤의 이탈리아산 백색 대리석이 쓰였다. 이 건물이 지어질 당시만해도, 이 건물은 전 세계에서 8번째로 높은 건물이었으며, 뉴욕과 시카고를 제외한 지역에서는 가장 높은 건물이었다. 말레이시아 쿠알라룸푸르의 페트로나스 트윈 타워가 1998년 완공되기 전까지만 해도 영국 연방 국가의 건물들 중 가장 높은 건물이었다. 몬트리올 은행의 "M자와 작대기" 로고가 건물 꼭대기에 붙어 있다. 1975년 이래로, 이 로고는, 1997년 CITIC 플라자의 로고 사인이 완성되기 전까지만해도, 전 세계에서 가장 높이 달린 로고였다. 퍼스트 캐나디안 플레이스는 그 외양에 있어서는 일리노이주 시카고에 있는 에이온 센터와 동일하다. 에이온 센터는 스탠더드 오일 빌딩(Standard Oil Building)이라는 이름으로, 퍼스트 캐나디안 플레이스가 지어지기 2년 전 완공된 바 있으며, 역시 더렐 스톤에 의해 디자인되었다. 또한 에이온 센터는 퍼스트 캐나디안 플레이스보다 9 미터가 높으며, 역시 이탈리아산 카라라(Carrara) 대리석으로 마감하였다. 다른 점이 있다면, 창문의 정렬 방향인데, 에이온 센터에는 세로로 창문이 정렬된 반면, 퍼스트 캐나디안 플레이스에는 가로로 창문이 정렬되어 있다. 스탠다드 오일 빌딩의 완공 후 불과 1년 뒤, 대리석 슬라브가 떨어져 나와, 인근 빌딩 지붕으로 떨어졌다. 1992년에서 1994년 사이, 에이온 센터는 화강암으로 마감을 다시 바꿨다.
캐나디안 퍼스트 플레이스는 1975년, "퍼스트 뱅크 빌딩"이라는 이름으로 올드 토론토 스타 빌딩(Old Toronto Star Building)이 있던 자리에 건설되었다. 킹 스트리트와 베이 스트리트의 코너에서 가장 마지막으로 남은 재개발용 대지였다. 이 대지를 놓고 누가 개발할지 싸움이 격렬하였다. 당시 잘 알려지지 않았던 회사인 올림피아 앤드 욕 사가 개발권을 따냈다. 그런데 데이비드 크롬비가 시장으로 선출되자 마천루의 건설을 금지하였다. 이 타워에 대한 건축 허가를 따내기 위해 3년간 로비가 벌어졌다.
이 건물은 패스 시스템의 일부이다. 이 건물에는 29대의 승강기가 있다. 지붕에는 몇 개의 라디오, 텔레비전 방송을 위한 안테나가 서 있다. 외벽은 2004년 처음 바뀌었다. 예전 파란색 은행 로고는 파란색 BMO 레터링과 새로운 백색-적색 로고로 바뀌었다.

## 대리석 패널 낙하

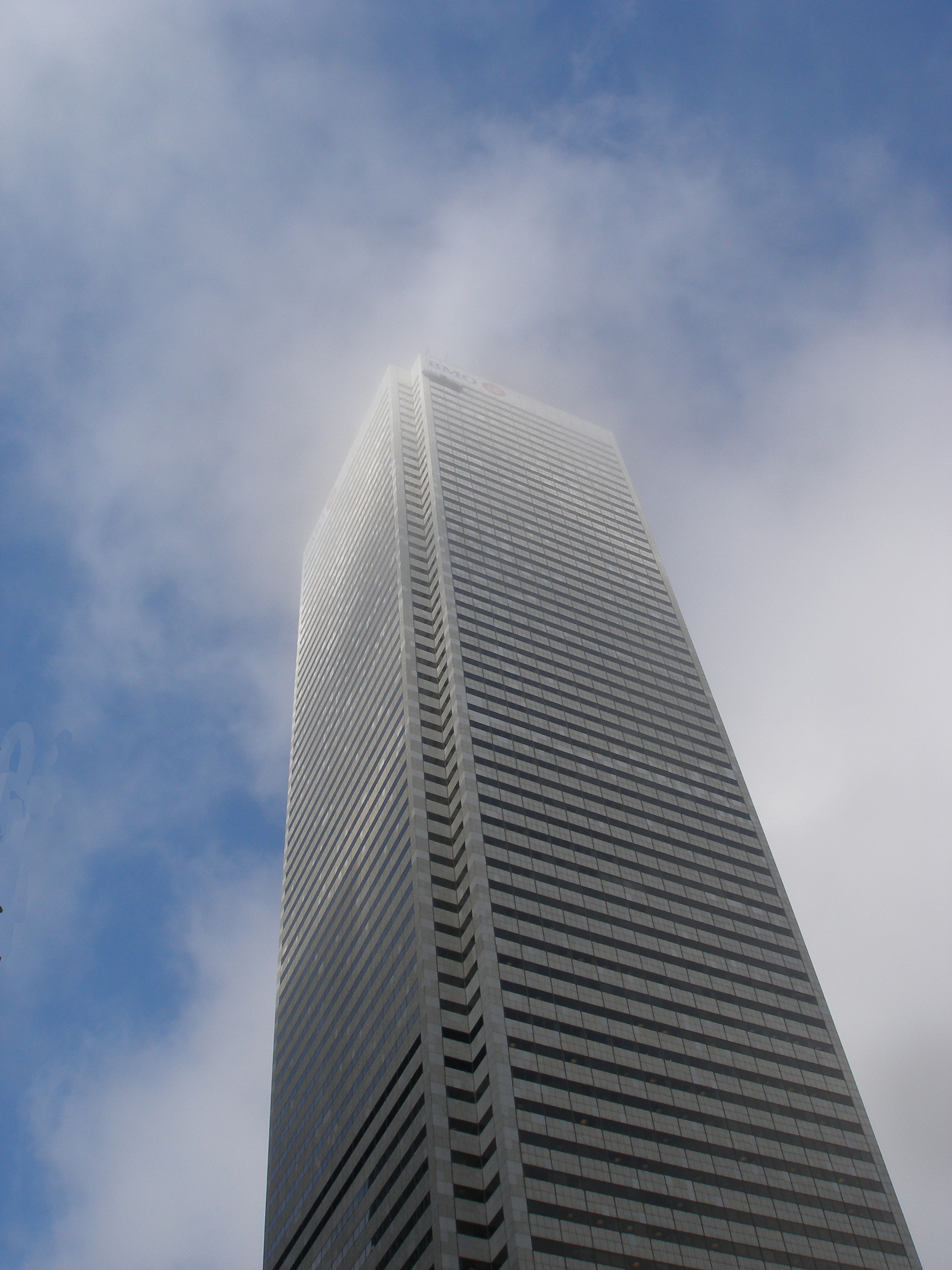

2007년 5월 15일, 강한 폭풍우 때문에, 건물 남쪽면 60층에 있던 대리석 패널(한 개가 1m x 1.2m, 140 kg)이 떨어져 나와, 퍼스트 캐나디안 플레이스 남쪽 3층 중 2층 건물 지붕에 떨어졌다. 예방 조치로서 시 당국은 주변 거리의 교통을 차단하였다.

## 방송
다음 토론토 지역 방송국들이, 송신국을 퍼스트 캐나디안 플레이스 옥상에 설치해 놓고 있다.

### FM 방송국
- CKLN-FM 88.1
- CIRV-FM 88.9
- CIUT-FM 89.5
- CJBC-FM 90.3 (Radio-Canada Espace Musique)
- CJAQ-FM 92.5 (Jack FM)
- CFXJ-FM 93.5 (Flow 93.5)
- CJKX-FM 95.9 (KX96) +
- CFMZ-FM 96.3 (Classical 96)
- CBLA-FM 99.1 (CBC Radio One)
- CJSA-FM 101.3 (CMR Diversity FM)
- CFNY-FM 102.1 (102.1 The Edge) #
- CKAV-FM 106.5 (Aboriginal Voices Radio)
- CILQ-FM 107.1 (Q107) #

# 예비용 송신국; 주 송신국은 CN 타워에 있다.
+ 동기 송신국(트랜스미터); Ajax에 있는 주 송신국에 대한 보조적인 커버리지를 제공

### TV 방송국
- Sun TV (UHF 채널 52)
- OMNI.2 (UHF 채널 69)

## 같이 보기
- 마천루 목록